# Žofie Magdalena Braniborská
Žofie Magdalena Braniborská (dánsky: Sophie Magdalene af Brandenburg-Kulmbach, německy: Sophie Magdalene von Brandenburg-Kulmbach) (28. listopadu 1700, Schönberg u Laufu – 27. května 1770, palác Christiansborg), byla jako manželka dánského a norského Kristiána VI. v letech 1730–1746 královna Dánska a Norska

## Původ
Magdalena Žofie byla devátým ze čtrnácti dětí (z nichž ovšem jen polovina se dožila dospělosti). markraběte von Brandenburk-Kulmbach-Wewerlingen Kristiána Jindřicha (1661–1708) a jeho manželky Žofie Kristiany z Wolfsteinu (1667–1737).

## Manželství

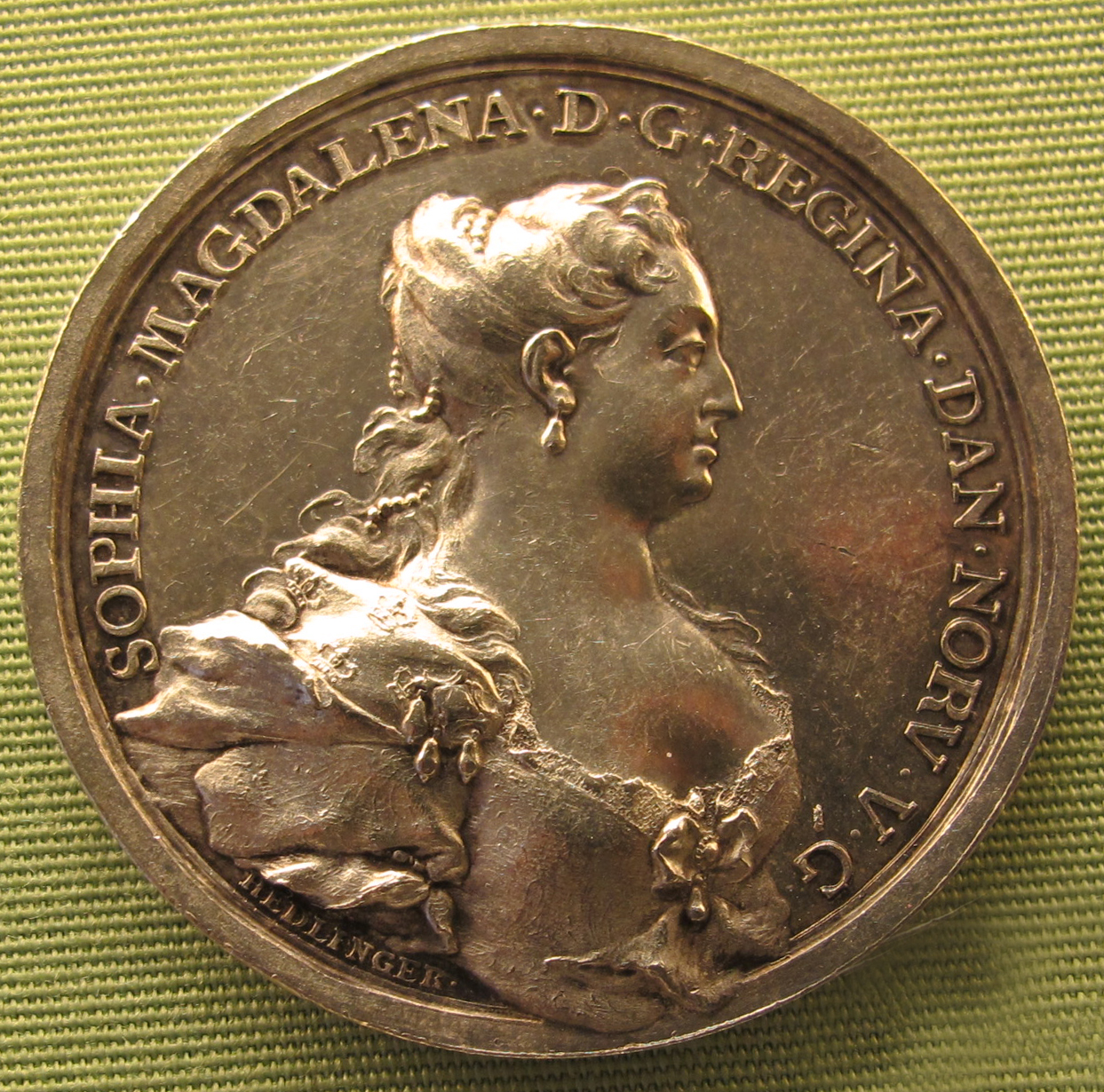
Potrét Žofie Braniborské na minci

7. srpna roku 1721 se na zámku Pretzsch v Sasku provdala za dánského korunního prince Kristiána, budoucího dánského krále Kristiána VI. (1699–1746). Mladý pár spojovaly nejen politické zájmy jejich rodičů, ale i společné náboženské cítění a názory: oba byli pod silným vlivem pietismu; manželství bylo šťastné a spokojené. Po smrti Kristiánova otce, dánského krále Frederika IV. se stali dánským a norským královským párem. Královna se však nikdy nenaučila dánsky.

## Královna
Královna v jistých směrech předběhla svou dobu: např. v roce 1750 osvobodila nevolníky na svém majetku v Hørsholmu od povinnosti obdělávat panskou půdu.
Současníci ji charakterizovali jako osobu vážnou, ve věcech náboženských neústupnou, neurotickou. Kromě oddávání se pietismu a náboženství stála za nepřátelskými vztahy, jež povstaly mezi jejím manželem a dvorem, a především za tvrdým chováním svého muže k jeho maceše a bývalé královně Anně Žofii Reventlow a naléhala na něj, aby ji odsunul od dvora. Její zášť sahala tak daleko, že si dokonce na svou korunovaci v kapli na zámku Frederiksborg v roce 1731 objednala novou korunu, aby nemusela použít korunu, již nosila její předchůdkyně, nenáviděná macecha jejího manžela. Založila tak kolekci korunovačních klenotů, poskytnuvši řadu svých šperků k tomuto účelu. Královnina mimořádná záliba v přepychu vedla Kristiána VI. ke přestavbě zámků Christiansborg, Friedrichsruh, Hörningsholm a Sophienberg. Posledně uvedený zámek u Rungstedu byl pojmenován po královně.
Na veřejné záležitosti měla Žofie Magdalena značný vliv, který si udržela i za vlády svého syna Frederika V. Tak např. byla za sesazením dvorního maršála Adama Gottloba von Moltke.
Po smrti své dcery Luisy zprostředkovala svému zeti, který měl na ni také silný vliv, svatbu se svou neteří Kristianou Žofií Šarlotou. Měla velmi úzké vztahy se svou rodinou, později přivezla svou matku i sestru Žofii Karolinu z východního Fríska do Dánska.

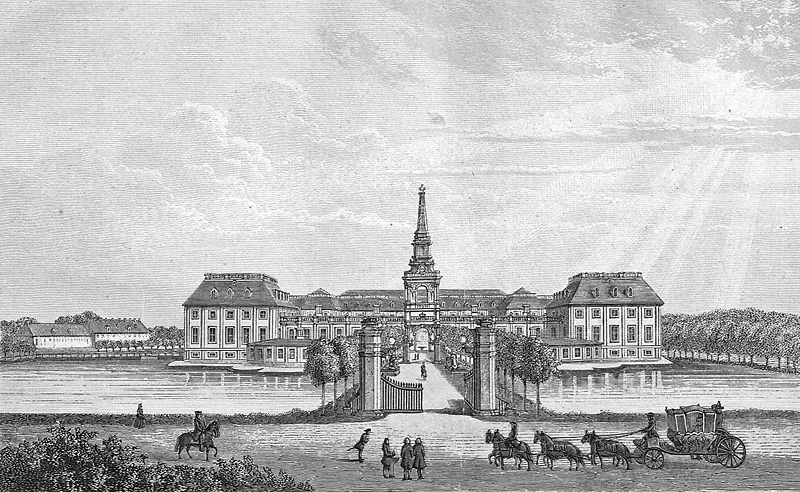
Hirschholm na kresbě z roku (1872)

Jako výraz své náklonnosti k církvi v roce 1737 založila klášter ve Vallø. Zahájila rovněž rekonstrukci paláce v Hirschholmu (Hørsholmu), z něhož se do současnosti dochoval pouze kostel; po ovdovění v roce 1746 v tomto paláci žila.

## Potomci
Z manželství Žofie Magdaleny a Kristiána VI. vzešly tři děti:
- Frederik (31. března 1723 – 14. ledna 1766), korunní princ, jako Frederik V. král dánský a norský od roku 1746 až do své smrti,
⚭ 1743 Luisa Hannoverská (7. prosince 1724 – 19. prosince 1751)
⚭ 1752 Juliana Marie Brunšvická (4. září 1729 – 10. října 1796)
- Luisa (19. června 1724 – 20. prosince 1724)
- Luisa (19. října 1726 – 8. srpna 1756), ⚭ 1749 Arnošt Fridrich III. Sasko-Hildburghausenský (10. června 1727 – 23. září 1780), sasko-hildburghausenský vévoda

Manžel Žofie Magdaleny, král Kristián VI., zemřel v Hørsholmu 6. srpna 1746. Královna vdova ho přežila o 24 let; zemřela v paláci Christiansborg 27. května 1770. Její ostatky jsou uloženy po boku jejího manžela v kapli Frederika V. v katedrále v Roskilde, místě posledního odpočinku dánských králů.